# Assassinat des moines de Tibhirine
L'assassinat des moines de Tibhirine fait référence au meurtre, en 1996, lors de la guerre civile algérienne, de sept moines trappistes du monastère de Tibhirine, en Algérie. Les sept moines sont enlevés dans la nuit du 26 au 27 mars 1996 et séquestrés durant plusieurs semaines. Un communiqué, attribué au Groupe islamique armé (GIA), annonce le 21 mai 1996 leur assassinat. Les têtes des moines sont retrouvées le 30 mai 1996, à 4 km au nord-ouest de Médéa.
Les autorités algériennes cherchent alors à dissimuler la disparition des corps. Pour entretenir l'illusion, elles lestent les cercueils des moines avec du sable. L'obstination du secrétaire général adjoint des trappistes, le père Armand Veilleux, à identifier les corps évente cette manœuvre. Les faits alimentent ainsi les doutes quant à la véracité de la thèse officielle du « crime islamiste » pour expliquer leurs morts.
En raison de l'absence d'enquête judiciaire algérienne, les commanditaires de l'enlèvement des moines, leurs motivations ainsi que les causes et les circonstances réelles de leur assassinat demeurent mal connus à ce jour. La version officielle d'Alger impute toute la culpabilité au GIA de Djamel Zitouni. Des témoignages d'anciens agents des services secrets algériens, tout comme ceux d'islamistes, pointent le rôle des services de sécurité algériens dans l'enlèvement. L'enquête de la justice française montre également le rôle trouble des services de sécurité algériens dans cette affaire.
Les moines de Tibhirine sont béatifiés le 8 décembre 2018 par le pape François, en même temps que les autres martyrs d'Algérie.

## Monastère de Tibhirine

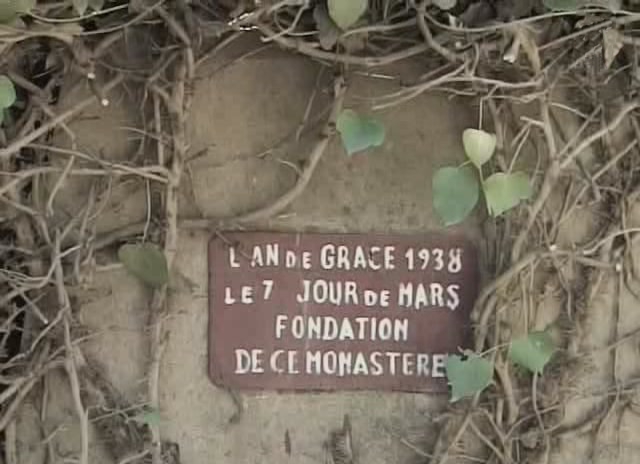
Plaque du jour de la fondation du monastère.

Fondé en 1938, ce monastère trappiste se situe près de Médéa, à 90 km au sud d'Alger, dans une zone montagneuse. L'abbaye Notre-Dame de l'Atlas est située dans un domaine agricole. Les moines s'y consacrent à la prière et vivent du travail de la terre, selon la doctrine trappiste. La ferme et les terres sont nationalisées en 1976, mais les moines gardent ce qu’ils peuvent cultiver.
Jean-Marie Rouart décrit les lieux lors de son discours académique à l'Académie française en 1998 :

« C’était une grande bâtisse un peu austère mais chaleureuse et accueillante, construite en face d’un des plus beaux paysages du monde : les palmiers, les mandariniers, les rosiers se dessinaient devant les montagnes enneigées de l’Atlas. Des sources, une eau claire, irriguaient le potager. Il y avait aussi des oiseaux, des poules, des ânes, la vie. Des hommes avaient choisi de s’installer dans ce lieu loin de tout mais proche de l’essentiel, de la beauté, du ciel, des nuages. Ce n’étaient pas des hommes comme les autres : ils n’avaient besoin ni de confort ni de télévision. Ce qui nous est nécessaire leur était inutile, et même encombrant. »

## Enlèvement et mort des moines

### Premières alertes
Depuis 1991, l'État français craint l'extension du conflit algérien en France mais aussi que les Français d'Algérie, laïcs ou religieux, soient la cible potentielle de groupes djihadistes. Le 21 septembre 1993, deux géomètres français, Emmanuel Didier et François Berthelet, sont assassinés à Sidi Bel Abbès par un groupe du GIA. Le 24 octobre 1993, trois agents consulaires français (les époux Jean-Claude et Michèle Thévenot et Alain Fressier) sont enlevés à Alger mais mystérieusement libérés sans contrepartie. Certains observateurs[Qui ?] et journalistes suggèrent qu'il s'agit d'un faux enlèvement organisé par le DRS (ancien service secret Algérien) pour démontrer le sérieux de la menace islamiste et faire avaliser la politique de répression du gouvernement algérien, voire des services secrets français pour monter l'opinion française contre les islamistes et leurs mouvances actifs en France.
Le 14 décembre 1993, douze ouvriers croates sont égorgés à quelques kilomètres du monastère. Les auteurs ont séparé musulmans et chrétiens, pour ne tuer que ces derniers. Trois Croates en réchappent toutefois, grâce à la solidarité d'un ouvrier bosniaque musulman. Les moines en témoigneront dans une lettre écrite au journal La Croix le 22 janvier 1994, qui sera publiée le 24 février de la même année.
Le 24 décembre 1993, un groupe armé de l'AIS fait irruption dans le monastère. Il est dirigé par l'émir Sayad Attiya, qui exige l'impôt révolutionnaire pour sa cause et veut emmener le médecin de la communauté, frère Luc. Christian de Chergé, prieur du monastère refuse, tout en rappelant que frère Luc reste disponible pour tous les malades qui viendront au monastère. L'émir repart alors sans leur faire de mal.

### Enlèvement
Les moines se rassemblent au monastère en vue de l'élection du nouveau prieur qui doit se tenir le 31 mars 1996. Le P. de Chergé aimerait passer la main au P. Christophe Lebreton, sous-prieur. Mais les événements prennent un tour tragique.
Dans la nuit du 26 au 27 mars 1996, à 1 h 15 du matin, un groupe d'une vingtaine d'individus se présente aux portes du monastère. Ils pénètrent de force à l'intérieur et vont vers le cloître où ils enlèvent sept moines. Deux membres de la communauté, frère Jean-Pierre et frère Amédée, qui dormaient dans une autre partie du monastère, échappent aux ravisseurs,.
En 2010, Frère Jean-Pierre témoigne de l'irruption nocturne d'une bande armée, vers une heure du matin, le 27 mars 1996. Le chef de la bande interroge le gardien sur la présence des moines. Celui-ci indique le dortoir des sept moines. Or, deux moines sont arrivés la veille pour l'élection du prieur et dorment dans les cellules laissées libres par le Frère Amédée et le Frère Jean-Pierre. Un autre groupe de religieux de passage, arrivé la veille, dort à l'hôtellerie. Les ravisseurs repartent avec sept moines, soit le nombre escompté. Le téléphone est coupé. Au matin, Frère Jean-Pierre et Frère Amédée sonnent la cloche puis informent la gendarmerie. Ils sont placés sous protection avec interdiction de retourner au monastère.
Aujourd'hui encore, les détails sur le commando, nombre d'hommes et identités restent inconnus.

### Négociations
Pendant plusieurs jours, il n'y a pas de nouvelles officielles des moines. Entre le 18 et le 27 avril, le communiqué no 43 attribué au Groupe islamique armé assure que les moines sont toujours vivants. Il propose un échange de prisonniers et se termine par cette phrase : « Si vous libérez, nous libérerons… »,.
Le 30 avril, un envoyé des ravisseurs, nommé Abdullah, se présente au consulat de France à Alger, et livre un message de Djamel Zitouni et une cassette audio sur laquelle on entend les voix, reconnaissables, des sept moines. Dans cet enregistrement datant du 20 avril, Christian de Chergé dit notamment : « Dans la nuit du jeudi au vendredi, les moudjahiddin nous ont lu le bulletin du GIA dans lequel il est demandé au gouvernement français de libérer un certain nombre d’otages appartenant à ce groupe en échange de notre libération, cet échange semblant être une condition absolue. » Une fois parti, cet émissaire ne reprendra plus contact avec les autorités,.
En France, l'enquête est menée par la DGSE et par la DST. Il semble que la rivalité entre ces deux services ait été préjudiciable aux négociations,.
Parallèlement, Jean-Charles Marchiani, ex-préfet du Var, tente lui aussi de faire libérer les otages. Mais ces négociations séparées auraient été désavouées par Alain Juppé, alors Premier ministre, qui met fin aux recherches et ne s'en expliquera jamais.

### Mort des moines

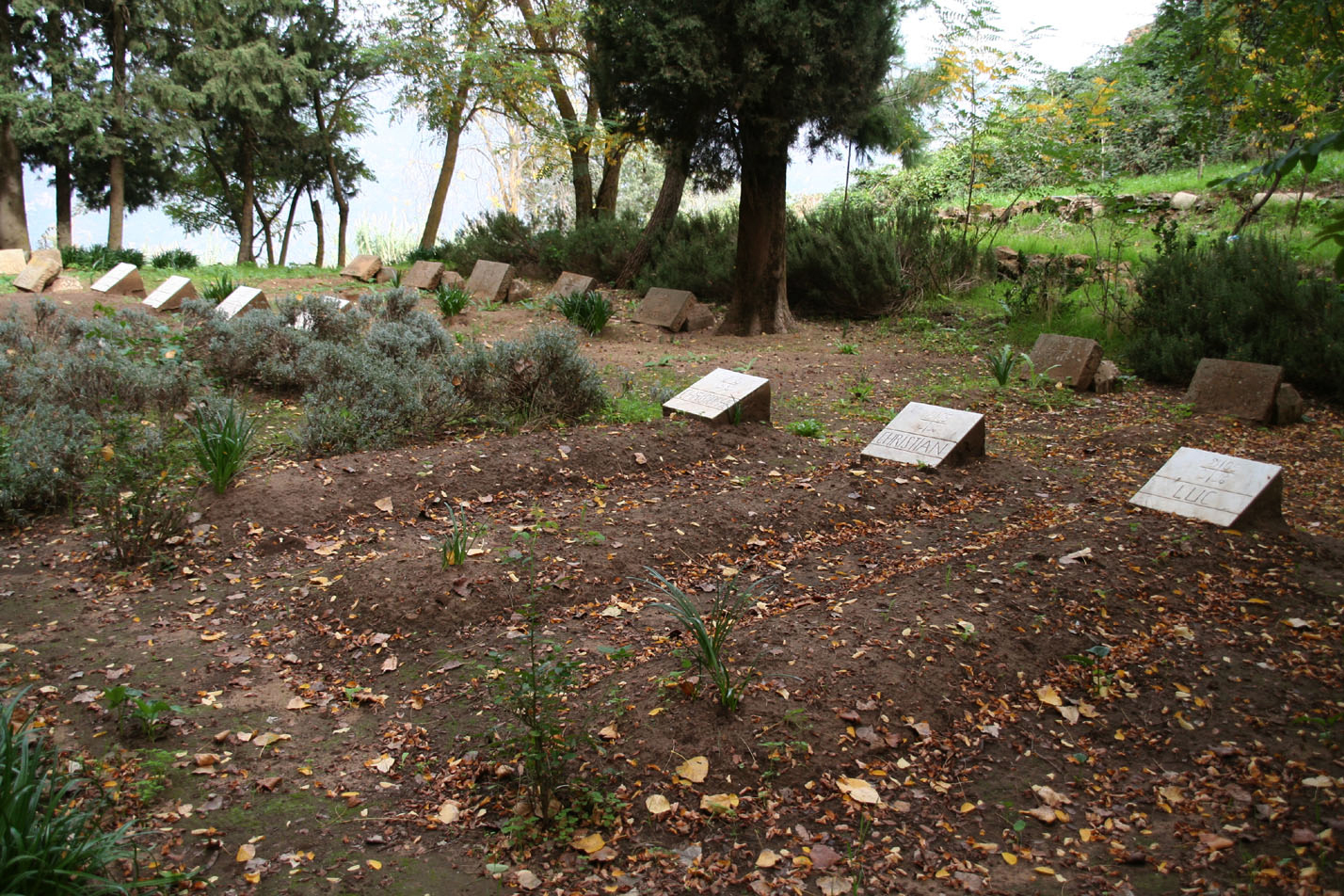
Cimetière de l'abbaye de Tibhirine.

Le 21 mai, le communiqué no 44 attribué au GIA annonce : « Nous avons tranché la gorge des sept moines, conformément à nos promesses. », L'annonce du massacre suscite une très forte émotion en France. Le 28 mai 1996, dix mille personnes se rassemblent sur le Parvis des droits de l'homme du Trocadéro pour rendre un dernier hommage aux moines assassinés.
Le 30 mai, le Gouvernement algérien annonce la découverte des dépouilles des moines, près de Médéa. Le père Armand Veilleux, procureur général de l'ordre cistercien — ordre auquel les moines appartenaient — se rend en Algérie et demande à voir les corps. Il essuie d'abord un refus de l'ambassade de France, puis est informé que seules les têtes ont, en réalité, été retrouvées. Par la suite, aucune autopsie officielle ne sera mentionnée par les autorités algériennes. L'identité des moines a toutefois pu être établie le 31 mai, à la morgue de l’hôpital militaire d'Ain Naâdja où Michel Lévêque, ambassadeur de France, s'est rendu, accompagné, entre autres, d'un médecin de la gendarmerie, de Henri Teissier, archevêque d’Alger, du père Armand Veilleux, procureur général des cisterciens de la stricte observance, et du père Amédée, un des deux moines ayant échappé à l'enlèvement.
Les funérailles ont lieu à la basilique Notre-Dame d'Afrique d'Alger le 2 juin 1996, en même temps que celles de Leon-Etienne Duval, mort le 30 mai 1996. Les moines sont enterrés au monastère de Tibhirine deux jours plus tard. Les autorités françaises dissuadent les familles de s'y rendre. Seules sept personnes de la famille du frère Christophe Lebreton obtiennent des visas. Des unités nombreuses des forces de l'ordre sont déployées dans la région, tout le long du parcours.
Entre le printemps 1994 et l'été 1996, dix-neuf prêtres et religieux catholiques ont été assassinés en Algérie. Parmi eux, les moines de Tibhirine, quatre Pères blancs de Tizi Ouzou, et Pierre Claverie, évêque d'Oran, tué le 1er août 1996,.

## Aperçu biographique des moines assassinés
- Dom Christian de Chergé, prieur de la communauté depuis 1984, 59 ans, moine depuis 1969, en Algérie depuis 1971.
- Frère Luc Dochier, 82 ans, moine depuis 1941, en Algérie depuis août 1946. Il a obtenu la nationalité algérienne. Médecin, il a exercé pendant la Seconde Guerre mondiale avant de prendre la place d'un père de famille nombreuse en partance pour un camp de prisonniers en Allemagne. Présent cinquante ans à Tibhirine, il a soigné tout le monde gratuitement, sans distinction. Déjà en juillet 1959, il avait été enlevé par des membres de l'ALN. Il était, avec le frère Michel, cuisinier de la communauté.
- Père Christophe Lebreton, 45 ans, moine depuis 1974, en Algérie depuis 1987, ordonné en 1990.
- Frère Michel Fleury, 52 ans, moine depuis 1981, en Algérie depuis 1985. Membre de l'Institut du Prado, il était le cuisinier de la communauté.
- Père Bruno Lemarchand, 66 ans, moine depuis 1981, en Algérie et au Maroc depuis 1989.
- Père Célestin Ringeard, 62 ans, moine depuis 1983, en Algérie depuis 1987. Son service militaire fait en Algérie le marqua pour le reste de sa vie. Notamment, en tant qu'infirmier, il soigna un fellagha blessé, lui sauvant la vie[20].
- Frère Paul Favre-Miville, 57 ans, moine depuis 1984, en Algérie depuis 1989. Il était chargé du système d'irrigation du potager du monastère[21].

Le 26 janvier 2018, le pape François reconnaît leur mort in odium fidei et signe le décret de béatification. La cérémonie est célébrée le 8 décembre 2018 à Oran, en Algérie, dans la chapelle de Santa Cruz. Elle est présidée par le cardinal Becciu, préfet de la Congrégation pour la cause des saints.

## Circonstances de la mort des moines
Les circonstances exactes de la mort des moines restent mystérieuses. Plusieurs scénarios ont ainsi été envisagés,,.

### Version officielle d'Alger: responsabilité directe des islamistes du GIA
La version officielle est celle impliquant le Groupe islamique armé (GIA) et Djamel Zitouni, un de ses chefs de guerre,. Celui-ci aurait voulu imposer son autorité sur la région par l'enlèvement et l'assassinat des moines. Cette version se heurte cependant au fait que les corps des moines n'ont pas été retrouvés et qu'aucun rapport d'autopsie n'a été communiqué. De plus, des doutes subsistent quant à l'authenticité des deux communiqués (no 43 et 44), attribués officiellement au GIA. Enfin, le communiqué annonçant l'exécution des moines parlait de mort par égorgement. Celle-ci était pratiquée couramment par le GIA. En réalité, les moines ont été décapités. Cela sans qu'on puisse établir si ces décapitations ont été la cause de la mort ou si elles ont été pratiquées après le décès des moines.

### Hypothèse des services secrets algériens manipulant le GIA
Certains dissidents algériens accusent les services secrets algériens d'avoir commandité l'assassinat des moines. Les services secrets auraient infiltré le GIA, avec notamment, la collaboration de Djamel Zitouni. Ce dernier aurait enlevé et tué les moines pour discréditer le GIA dans l'opinion publique. Pierre Claverie, évêque d'Oran, assassiné en 1996, semblait persuadé de l'implication des services secrets algériens,.
Cette thèse d'une manipulation par l'armée semble aussi accréditée par la présence reconnue par Alger de Abderrazak el-Para lors de la captivité des moines. Ancien officier de l'armée algérienne, il avait déserté au début des années 1990 et rejoint les groupes islamiques clandestins. Il est soupçonné d'être en réalité un agent des services de la Sécurité militaire algérienne,.
Dans les documents déclassifiés par le gouvernement français en 2009, il apparaît que Philippe Étienne, directeur adjoint de cabinet du ministre des Affaires étrangères Hervé de Charette, envisageait, en 1996, la possibilité d'un enlèvement dirigé par les autorités algériennes. Cette éventualité transparaît aussi à travers les notes du général Philippe Rondot, numéro deux, à l'époque, de la Direction de la surveillance du territoire (DST) et chargé, en 1996, de l'enquête sur l'enlèvement,. Auditionné le 27 septembre 2010, le général Rondot a toutefois défendu la thèse de la responsabilité du GIA.
À partir de 2002, de nouveaux agents du DRS ou des islamistes du GIA confirment à Canal+, puis à Libération, qu'en 1996, les moines de Tibhirine ont été enlevés sur ordre d'Alger. Ces témoignages sont rassemblés en 2011 dans le livre Le Crime de Tibhirine. Révélations sur les responsables de Jean-Baptiste Rivoire et dans le documentaire Le Crime de Tibhirine (diffusé le 19 septembre 2011 dans l'émission Spécial investigation de Canal+).
Selon les anciens agents secrets algériens, l'opération aurait visé un triple objectif :
1. Contraindre les moines, qui soignaient les insurgés, à quitter la région ;
2. Discréditer les islamistes ;
3. Obtenir la reconnaissance de la France en faisant libérer les otages par l'armée.

Les moines ne devaient pas être tués, mais des soupçons grandissants sur le DRS auraient finalement incité ses patrons à faire éliminer secrètement les moines fin avril 1996, et non pas fin mai 1996, comme on l'avait longtemps cru,.

### Hypothèse d'une bavure de l'armée algérienne
En juillet 2008, le journal La Stampa reprend l'information, publiée dès mars 2006 par John Kiser dans l'ouvrage Passion pour l'Algérie, selon laquelle les sept moines français auraient été tués depuis un hélicoptère de l'armée algérienne dans un camp peu après leur enlèvement. Dès mars 2006, John Kiser précise que « d'après une source interrogée à Alger, l'attaché militaire de l'ambassade de France aurait admis que les services de renseignement avaient intercepté une conversation dans laquelle un pilote d'hélicoptère algérien disait : « Zut ! Nous avons tué les moines ! » ».
Début juillet 2009, le général François Buchwalter, né en 1943 à Toulouse, et qui était, en 1996, attaché militaire à l’ambassade de France à Alger, rend public le témoignage qu'il a apporté à la Justice française. Il affirme avoir obtenu ses informations en 1996 d’un ancien camarade algérien de Saint-Cyr, dont le frère était le chef d’une escadrille d’hélicoptères basée à Blida. D'après les confidences que ce pilote aurait faites à son frère, les moines auraient été tués par erreur lors d'une opération menée par l'armée algérienne. Cet officier pilotait l’un des deux hélicoptères lors d’une mission dans l’Atlas blidéen, entre Blida et Médéa. Ceux-ci auraient mitraillé un camp, pensant qu'il abritait des membres du GIA. En effectuant une patrouille au sol, les militaires auraient découvert les corps sans vie des moines,,,. Dans sa déposition à la Justice française, François Buchwalter a aussi déclaré qu'il avait constaté, dans la première version du communiqué no 44 du GIA, une erreur suspecte dans le verset cité du Coran.
Selon le général François Buchwalter, l'armée algérienne, embarrassée par cette bavure, a ensuite été obligée de décapiter les cadavres des moines pour faire croire à un assassinat commis par les terroristes,. Le gouvernement français aurait dissimulé cette version des faits à l'opinion publique. À la suite de ce témoignage, une partie du secret défense sur les dossiers concernant les moines de Tibhirine est levée par le gouvernement français. Des documents émanant des ministères des Affaires étrangères, de l'Intérieur et de la Défense et datant d'avant le 7 juin 1996, sont remis au juge chargé de l'enquête. D'après ces documents, des raids aériens de l'armée algérienne ont bien eu lieu dans la région dans les dernières semaines de mai 1996.
La version du général Buchwalter présente toutefois aussi des faiblesses. Elle repose sur un seul témoignage. De plus, le juge Marc Trévidic, chargé du dossier, n'a pu retrouver le militaire qui aurait été aux commandes de l'hélicoptère. Et son frère, qui avait donné son témoignage au général Buchwalter, serait décédé. Enfin, il y a des incertitudes techniques sur les conditions dans lesquelles l'intervention aérienne de l'armée aurait pu entraîner la mort des sept moines.
Cette hypothèse d'une erreur de l'armée est fortement contredite par le témoignage direct de frère Jean-Pierre, l'un des deux moines survivants, ainsi que par le rapport d’autopsie de la dépouille des moines de Tibhirine.

### Responsabilités multiples
Une hypothèse considère aussi l'intervention de l'armée algérienne, avec la complicité de l'islamiste Djamel Zitouni. Celui-ci aurait enlevé les moines car ils donnaient une aide médicale aux terroristes. Mais un autre groupe du GIA aurait ensuite pris possession des otages,,. Abdelkader Tigha, ancien membre des services secrets algériens chargé de superviser l'infiltration des GIA, déclare à un journaliste du quotidien Libération le 23 décembre 2002 que Djamel Zitouni avait été manipulé par l'armée algérienne pour intoxiquer l'opinion internationale, et en particulier la France pour que Paris continue à soutenir Alger dans la lutte contre le terrorisme. Selon un plan préétabli, les moines auraient dû en réchapper, mais un autre groupe d'extrémistes les avait finalement exécutés.
Une autre hypothèse envisage que les services français aient été en contact avec les ravisseurs des moines ; ils auraient souhaité faire durer les tractations car, ayant localisé le lieu de détention des religieux, ils préparaient une opération commando pour les libérer. Informées, les autorités algériennes auraient très mal pris les choses. Zitouni, l'émir du GIA, manipulé ou appartenant au DRS aurait fait exécuter les moines. Telle serait cette « déloyauté » dont parle Zitouni dans son dernier communiqué annonçant la mort des moines : la préparation par la DGSE d'une opération de son service action pour libérer les religieux sur le territoire algérien. El Ansar, le journal du GIA, propose tout d'abord des révélations sur la mort des moines, avant de s'excuser de ne pouvoir être en mesure de les publier, et de disparaître définitivement.
Quelques semaines après l'assassinat des moines, des révélations commençaient à percer en Algérie sur les contacts entre l'émissaire français et le GIA. On laissait entendre, mezza voce, que non seulement l'émissaire avait bien existé, mais qu'il avait remis une « pile » minuscule, sorte de micro-émetteur à l'un des moines. Cette pile devait servir à localiser les ravisseurs. Ceux-ci l'auraient détectée et se seraient estimés « trahis » par la France. L'information était reprise au mois de juillet dans L'Algérie confidentiel, un journal de quatre pages rédigé par des Algériens à Genève.

## Enquête en cours
Pour éclaircir les circonstances de la mort des moines et obtenir réparation, une plainte avec constitution de partie civile est déposée à Paris, le 9 décembre 2003, au nom de membres de la famille de Christophe Lebreton, un des moines assassinés, et du père Armand Veilleux, procureur général de la congrégation de l'ordre des Cisterciens au moment de la mort des sept moines de Tibhirine,. En février 2004, le parquet de Paris ouvre une information judiciaire pour « enlèvements, séquestrations et assassinats en relation avec une entreprise terroriste »,.
En mai 2006, l'avocat de la partie civile, Patrick Baudouin, dénonce « l'opacité anormale » et la « lenteur excessive » dans l'instruction menée en France par le juge Jean-Louis Bruguière.
Depuis 2007, c'est le juge Marc Trévidic qui est chargé du dossier.
Fin 2009, la Commission consultative du secret de la défense nationale autorise la déclassification de documents détenus par la DCRI,,.
En novembre 2013, les autorités algériennes autorisent le juge Trévidic à exhumer les têtes des religieux afin de déterminer les circonstances de leur assassinat. Il serait accompagné dans cette enquête d'un médecin légiste, d'un anthropologue, d'un expert en empreintes génétiques, d'un radiologue et d'un photographe de l'identité judiciaire français ; des enquêteurs et scientifiques algériens seraient également présents. L'Algérie repousse finalement cette autorisation au prétexte de la proximité temporelle avec l'élection présidentielle de 2014 puis l'annule en mai ; cette décision est mal vécue par les familles des victimes et suscite l'incompréhension des experts, alors que la possibilité sérieuse du dépérissement des preuves se pose. En octobre 2014, les juges antiterroristes français Marc Trévidic et Nathalie Poux, assistés de cinq experts, sont finalement autorisés à effectuer les autopsies des crânes en Algérie. Les autorités algériennes refusent qu'ils ramènent en France les prélèvements effectués sur les dépouilles et qui permettraient de départager plusieurs hypothèses contradictoires.
En juillet 2015, les conclusions de l'expertise des têtes tendent à privilégier l'hypothèse d'une décapitation post-mortem.
En juin 2016, la juge Nathalie Poux a pu ramener d'Algérie des prélèvements effectués sur les têtes de moines. La Justice française dispose des scellés nécessaires aux expertises. Le rapport d'autopsie est versé au dossier le 29 mars 2018. Il est confirmé que les décapitations ont eu lieu post-mortem, mais que les moines ont été égorgés. Ils n'ont pas été tués par balles. Enfin, les experts jugent que les morts ont dû avoir lieu fin avril 1996.

## Hommages posthumes et monuments

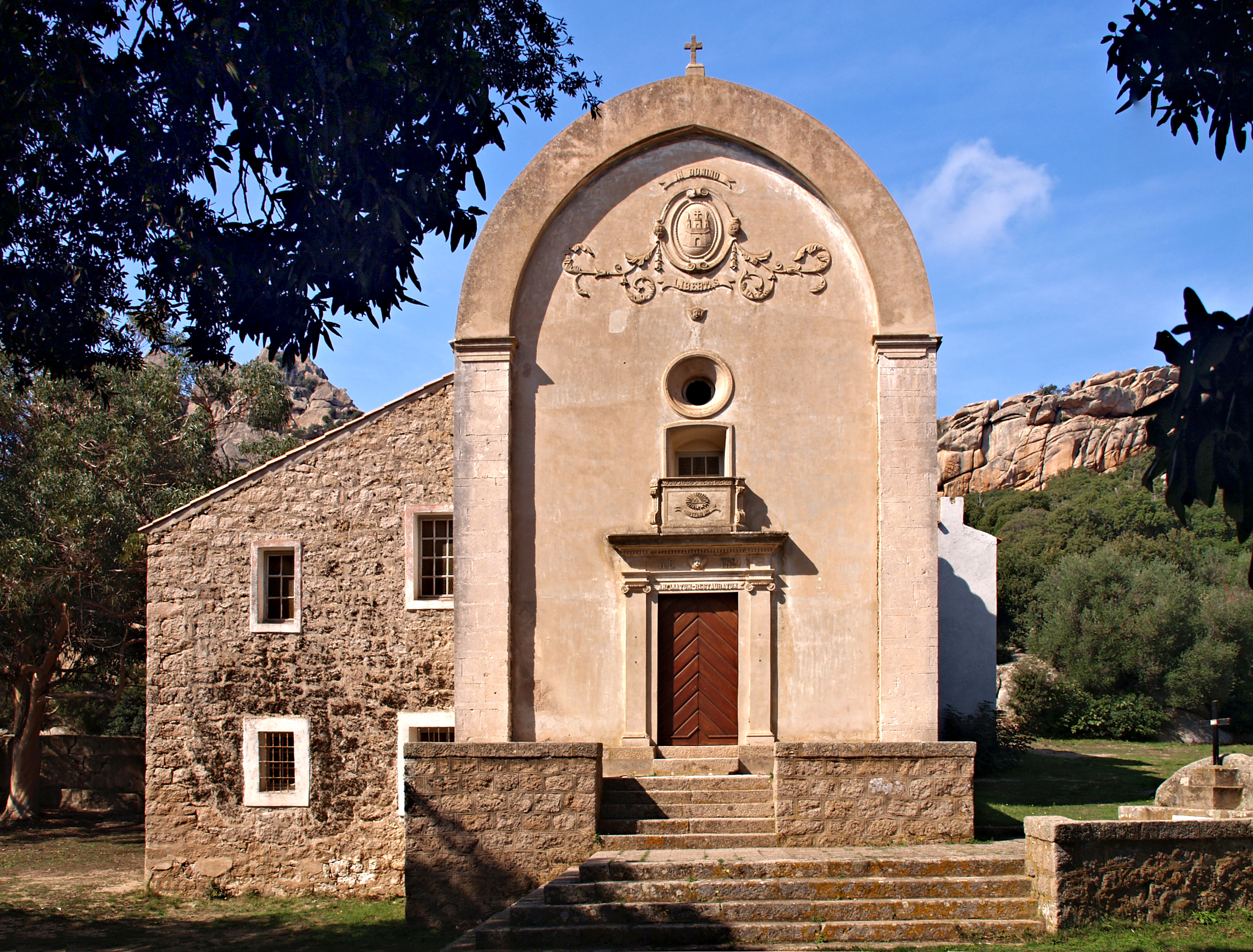
Oratoire Notre-Dame-de-Tibhirine à Bonifacio.

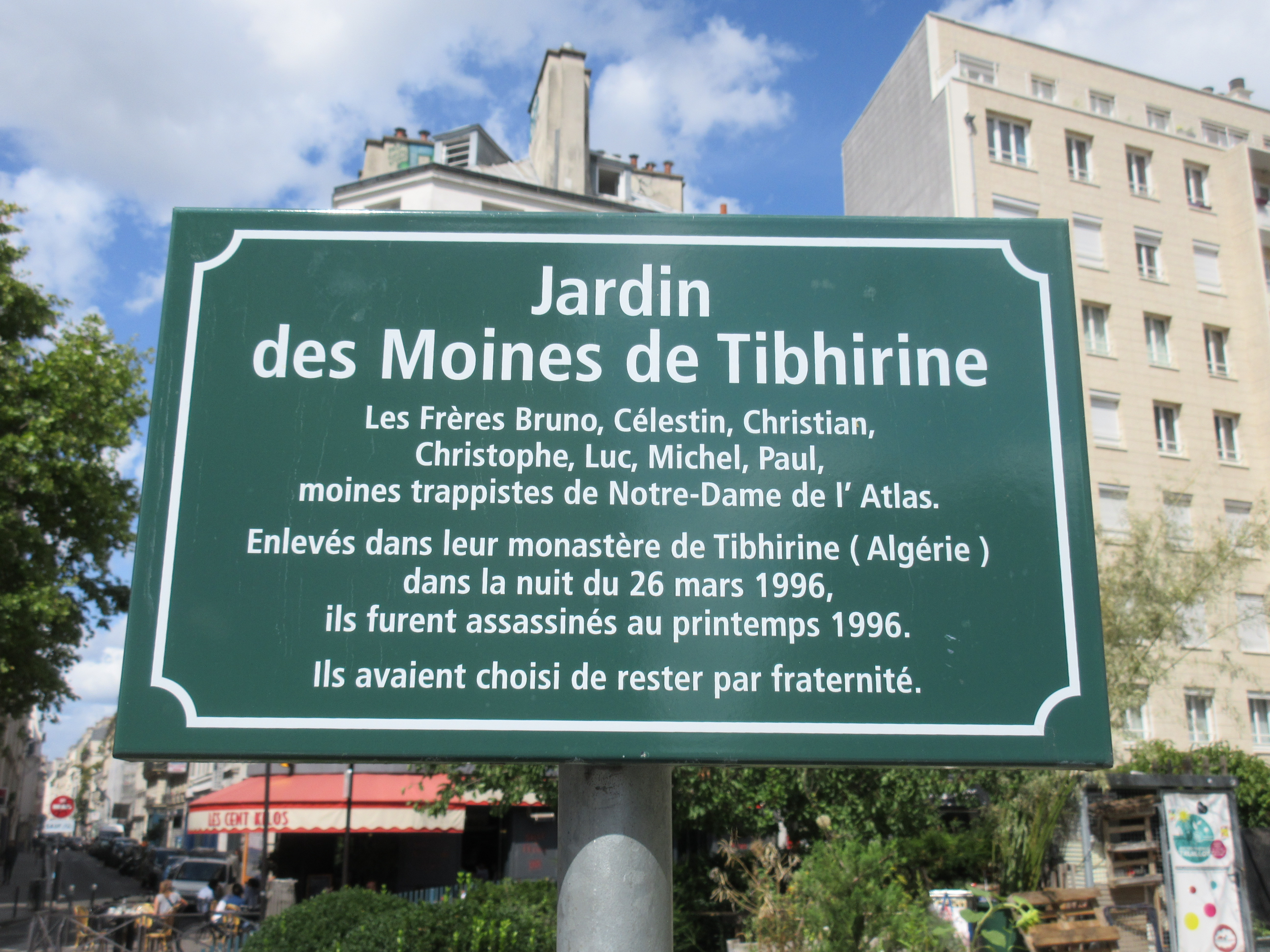
Plaque du Jardin des Moines-de-Tibhirine à Paris.

### Corse
Le 17 juillet 2006, Jean-Luc Brunin a inauguré en Corse l'oratoire Notre-Dame-de-Tibhirine, adossé à droite de l'église dans l'ermitage de la Trinité de Bonifacio.

### Paris
En 2016, le square Saint-Ambroise, situé dans le 11e arrondissement de Paris, est renommé « jardin des Moines-de-Tibhirine ».

### Lyon
En 2016, un ensemble statuaire rendant hommage aux moines est inauguré à la maison Saint-Irénée (5e arrondissement de Lyon). Ce choix suscite une polémique, car il devait initialement être installé dans un square du quartier de La Guillotière (7e arrondissement), « haut-lieu de l'immigration algérienne [qui] fut aussi celui où certains des moines […] usèrent leurs sandales avant de prendre le chemin de l’Atlas ». Les familles des moines se sont montrées prudentes et relativement peu enthousiastes lorsqu'elles ont été consultées.
Le cardinal Philippe Barbarin a accepté ce déménagement après que le consul d'Algérie à Lyon a protesté de ne pas avoir été prévenu et que l'Algérie a regretté que cette inauguration ait lieu à la même période que les commémorations de l'indépendance algérienne. Des réticences ont également été exprimées par des dirigeants du culte musulman à Lyon et des responsables français de l'Église catholique en Algérie. Ainsi, l'évêque d’Oran, Jean-Paul Vesco, lyonnais d'origine, a craint un détournement du message des religieux, car ils « sont morts « avec des musulmans », après avoir « choisi de rester » pour les Algériens, « au plus fort d’une guerre civile ». Certaines craintes étaient aussi que le premier choix de lieu soit vu comme une provocation par des Lyonnais de confession musulmane, une mosquée salafiste se trouvant non loin. Le cardinal précise également sa prudence face au risque de dégradation volontaire des statues, le premier endroit choisi étant un lieu public, le second non. D'autre part, en raison des travaux à effectuer, en particulier dans le square (l'arrachement de tous les végétaux), Myriam Picot, maire du 7e arrondissement, n'était pas favorable au projet. Cependant, le cabinet du maire de Lyon, Gérard Collomb, indique que cette installation aurait eu lieu si le diocèse n'avait pas changé d'avis.

## Arts et littérature

### Filmographie
- Le film dramatique français Des hommes et des dieux réalisé par Xavier Beauvois avec les acteurs Lambert Wilson et Michael Lonsdale, sorti en France le 8 septembre 2010, est inspiré librement de l'assassinat des moines de Tibhirine. Il retrace la vie quotidienne des moines et leurs interrogations face à la montée de la violence durant les mois précédant leur enlèvement lors de la guerre civile algérienne.
- Le Testament de Tibhirine, film documentaire d'Emmanuel Audrain, diffusé sur France 3 le 19 avril 2006, à 0 h 20 du matin (article en ligne), DVD éd. Montparnasse, 2006, 52 min.
- Frère Luc, moine de Tibhirine, film documentaire de Silvère Lang, DVD éd. AME, 2003, 70 min.